# Николов, Елит
Елит Иванов Николов (род. 1925, Брезнишки-Извор, Перникская область, Болгария) — болгарский культуролог, университетский преподаватель, журналист и общественный деятель.

## Биография и творчество
Елит Иванов Николов родился в селе Брезнишки-Извор Перникской области, в 1925 году. Закончил Классическую гимназию в городе София, в 1945 году, затем Софийский университет имени Святого Климента Охридского в 1953 году по специальности философия со второй специальностью — история.
С сентября 1951 года по март 1963 года был офицером в Болгарской народной армии. До 1965 года работал редактором в газете «Народная культура», а затем до 1969 года — главным редактором в Комитете радио и телевидения, где создал и руководил первым научным социологическим подразделением в Болгарии. До 1975 года был руководителем Информационно-социологического центра ЦК БКП. До 1976 года был заместителем председателя Комиссии по духовным ценностям при Государственном совете Народной Республики Болгария. С 1976 по 1983 годы был директором Научно-исследовательского института по культуре при Болгарской академии наук (БАН) и Комитета по культуре. С 1983 по 1988 годы был рядовым профессором в Софийского университета имени Святого Климента Охридского.
Являлся членом Болгарской коммунистической партии с 1945 года до переименования партии и её преобразования в 1990 году в социалистическую. Награжден военными орденами, орденом имени Кирилла и Мефодия, почетным знаком активного борца против фашизма и капитализма, орденом имени Георгия Димитрова второй степени.
Кандидат философских наук (1960), доктор философских наук (1973). С 1983 г. профессор истории искусства и культуры в Софийском университете, в 1990-1993 гг. заведовал кафедрой библиотековедения, научной информации и культурной политики философского факультета.
Является членом Болгарской и Международной социологической ассоциации, Болгарской и Мировой философской ассоциации и Мировой ассоциации философов-франкофонов. Заслуженный деятель культуры Болгарии.
В Союзе болгарских журналистов стал членом с 1967 года. С 1978 года стал Главным редактором журнала «Проблемы культуры». После закрытия Института культуры продолжает выпускать периодический журнал, личными средствами и по сей день.
С 1980 года был Главным редактором журнала «Человек, Эволюция, Космос» вплоть до 1983 года, когда прекратился его выпуск.
Елит Николов — один из немногих болгарских интеллектуалов, кто поняли значение и роль футурологии и научной фантастики. В журналах, в которых он был руководителем, регулярно публиковались материалы на эту тему.

## Книги
- «Художник, публика, народ» (1961)
- «Феноменология и естетика» (1965)
- «За творчеството в телевизията» (1966), в русском издании «Искусство видеть мир» (1971)
- «Тайната» (1973), в унгарско издание «Titok» (1978)
- «Телевизионното общуване» (1975)
- «За движението на културните ценности в обществото» (1978)
- «Телевизионното битие на културата» (1986)
- «Културата — опит за описание» (1987)
- «Философия на комуникацията» (1988)
- «Земни мисли за извънземното», (1989)
- «Увод в сравнителното културознание» (1994)
- «Синейдетика» (1999)
- «Културната идентичност на Европа» (2005)
- «Дъщерята на надеждите» (2008)
- «Знайно и незнайно» (2010)
- «Извънземни мисли за земното» (2014)

Елит Николов является автором множества научных студий и научных докладов, журналистских статей и другого рода схожих творческих выступлений.

## Использованная литература и источники
- Елит Николов в «Литературен свят» Архивная копия от 16 августа 2016 на Wayback Machine
- Интервью с профессором Елит Николов Архивная копия от 18 августа 2016 на Wayback Machine
- Академические должности Елита Николова Архивная копия от 29 августа 2016 на Wayback Machine
- Идея — первая медиа Архивная копия от 14 октября 2016 на Wayback Machine
- Елит Николов дал свое блестящее вложение для осознания случившегося с социализмом и с Тодором Живковым Архивная копия от 17 августа 2016 на Wayback Machine
- Коммуникация через искусство в культуре Архивная копия от 18 августа 2016 на Wayback Machine
- Елит Николов на «Касталия»
- Как воздействуют на нас медии Архивная копия от 13 июля 2020 на Wayback Machine
- Елит Николов в австрийском журнале Labyrinth